# لاورنس گوشی
لاورنس گوشی (انگلیسی: Lawrence Gushee؛ زاده ۱ مارس ۱۹۳۱ - درگذشته ۶ ژانویه ۲۰۱۵) استاد رشته موسیقی در دانشگاه ایلینوی در اوربانا شامپاین اهل ایالات متحده آمریکا بود. 